# ストリートコンピューティング

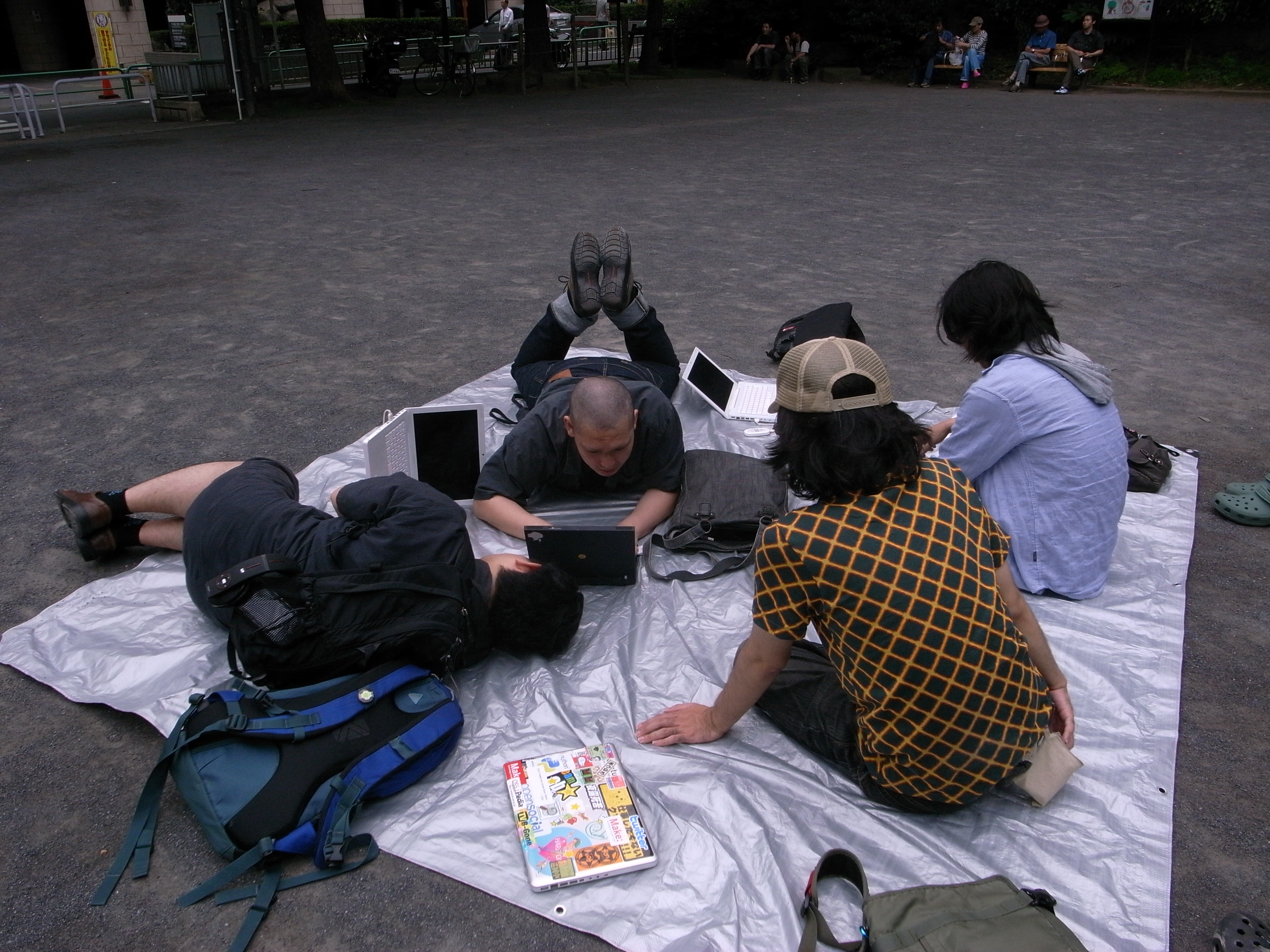
公園でストリートコンピューティングする人々

ストリートコンピューティングとは、街中や路上で座ったり歩きながらパソコンを操作することである。